# Partiförening
Partiförening är en typ av förening som också är en del av ett politiskt parti. Flera av de svenska partierna organiseras på detta sätt och reglerar partiföreningarnas verksamhet i sina stadgar. Terminologin kan dock skifta och föreningarna kan till exempel kallas avdelningar.
Kristdemokraternas lokala partiföreningar kallas avdelningar. Dessa ska omfatta minst fem medlemmar och bildas i samråd med distriktet. Även kommundelsföreningar kan bildas, vilka är underställda avdelningarna. 
I Liberalerna blir alla medlemmar registrerade i en lokal förening, men de medlemmar som önskar kan ansluta sig direkt till förbund (som omfattar flera lokala föreningar) eller till riksorganisationen.
Miljöpartiets lokala föreningar kallas avdelningar. Dessa omfattar minst en kommun. Partistyrelsen kan också anta föreningar i utlandet som utlandsavdelningar.
Socialdemokraterna har cirka 2 500 partiföreningar. Dessa är vanligtvis baserade på bostadsområden, men även arbetsplatser. Medlemmarna i de olika föreningarna samlas i en Arbetarekommun, där det bland annat bestäms vilka som ska företräda partiet i kommunfullmäktige.
Sverigedemokraterna har kommun- och kretsföreningar. De senare har sitt säte i den kommunala valkrets där föreningen verkar, exempelvis Hisingen i Göteborg. Kommunföreningarna har till uppgift att stödja kommunfullmäktiges medlemmar, men kommunfullmäktigelistan till valen fastställs inom distrikten, såvida inte distrikten har delegerat detta till kretsföreningen.
I Vänsterpartiet omfattar en partiförening vanligtvis en kommun. Undantaget är storstadskommunerna. Det finns även branschföreningar. Partiföreningarna har det övergripande ansvaret för partiets parlamentariska grupp i kommunfullmäktige.